# Gnathophis nasutus
Gnathophis nasutus és una espècie de peix pertanyent a la família dels còngrids.

## Hàbitat
És un peix marí, demersal i de clima tropical que viu entre 80 i 140 m de fondària.

## Distribució geogràfica
Es troba a l'Índic oriental: Austràlia Occidental (Austràlia).

## Observacions
És inofensiu per als humans.